# Intrakutan injektion
Intrakutan injektion avser en injektion som ges i de översta delarna av överhuden, till skillnad från intradermal injektion som ges lite längre ner i överhuden.
Vid en intrakutan injektion är sprutan nästan helt parallell med huden. Sprutan ska ha en stickvinkel på cirka 10 grader. När nålen penetrerar huden syns den vanligen under huden. Vid korrekt injicering av en intrakutan injektion känns det trögt att injicera och det bildas en liten bula eller upphöjning i huden som oftast är lite ljusare en så kallad kvaddel; dessa kvaddlar sitter normalt kvar en liten stund efter injektionen.